# اناگس
اناگس (به اسپانیایی: Enagás) شرکت گاز اسپانیایی است، که مالک شبکه اصلی خط لوله انتقال گاز اسپانیا می‌باشد. 
این شرکت همچنین دارای ۴ ترمینال گازمایع در اسپانیا است. این چهار پایانه انتقال ال‌ان‌جی، در شهرهای بارسلون، اوئلوا، ال‌موسل و کارتاجنا مستقر می‌باشند.
دفتر مرکزی این شرکت در شهر مادرید قرار دارد. دولت اسپانیا در سال ۱۹۷۵ با هدف ایجاد یک شبکه خطوط لوله گاز سراسری در این کشور، اقدام به تأسیس شرکت اناگاس نمود. 
پس از خصوصی‌سازی این شرکت در سال ۱۹۹۴ شرکت گاز ناتورال، سهام عمده این شرکت را خریداری کرد، ولی در سال ۲۰۰۲ گاز ناتورال به تدریج سهام خود را در شرکت اناگس به ۵ درصد کاهش داد.